# Mandourou (Martap)
Mandourou est un village de la commune de Martap située dans la région de l'Adamaoua  dans le département de la Vina au Cameroun.

## Population
En 1967, Mandourou comptait 274 habitants, principalement Mboum .
Lors du recensement de 2005, 1031 personnes y ont été dénombrées dont 518 de sexe masculin et 513 de sexe féminin.